# Botley (Hampshire)
Botley – wieś w Anglii, w hrabstwie Hampshire, w dystrykcie Eastleigh. Leży 19 km na południowy wschód od miasta Winchester i 104 km na południowy zachód od Londynu.